# Geografia marinha

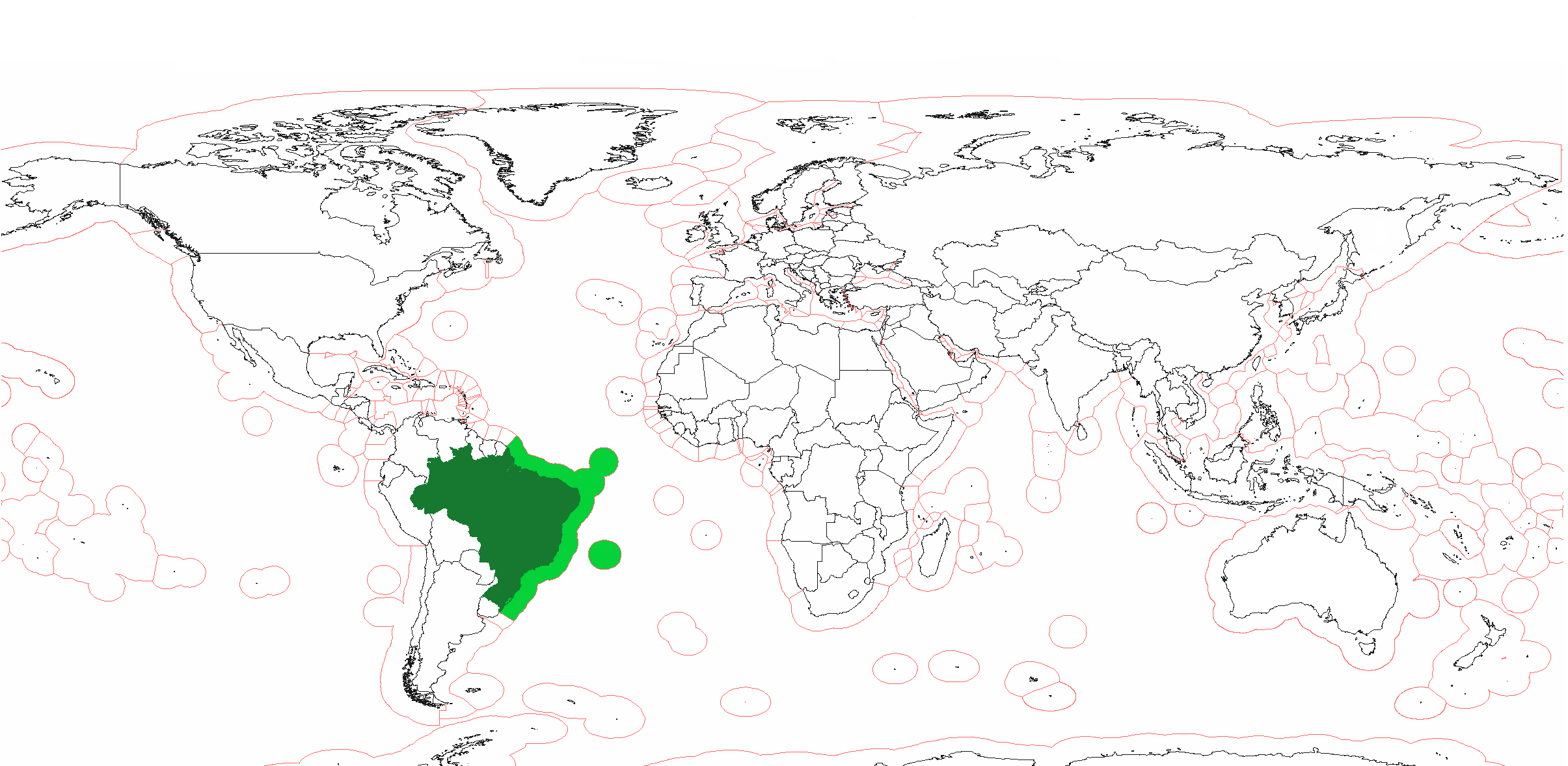
Zonas Econômicas Exclusivas da costa do Brasil.

A geografia marinha ou geografia dos oceanos, é um ramo constitutivo da geografia, que tem por objeto o estudo dos ambientes costeiros e oceânicos, com vistas a preservar, gerir e planejar o aproveitamento econômico e social das áreas costeiras e oceânicas. Não deve ser confundida com a oceanografia, ciência cujo objetivo geral é o estudo dos oceanos, mas que pela crescente especialização e complexidade, foi se afastando da geografia a partir do início do século XX.

## Histórico
Há quem estenda os primórdios da geografia marinha à Grécia Antiga, com os escritos de Estrabão sobre a relação entre terras emersas, mares, e o ser humano. No século XIX, a oceanografia ainda estava vinculada à geografia acadêmica, e Friedrich Ratzel (em seu livro "Antropogeographie") e Vidal de La Blache (em "Princípios de Geografia Humana"), escreveram capítulos onde abordavam desde questões físicas de regiões costeiras e mares, até navegação e meios de circulação nos mesmos.
Em princípios do século XX, a oceanografia começou a transformar-se num conjunto de disciplinas mais ou menos autônomas, cujo único elo de ligação era a água. Esta compartimentação já era patente em 1923, quando o oceanógrafo escocês James Johnstone registrou em seu livro "An introduction to oceanography, with special reference to geography and geophysics", que "a oceanografia se desenvolveu tanto nos últimos vinte e cinco anos que é praticamente impossível abordar de forma compreensível a totalidade dos resultados em um livro de tamanho razoável". Contudo, anos antes, na introdução do seu "Manual de Oceanografia" (1907), Otto Krümmel destacara que "a oceanografia é a ciência do mar, forma, portanto, já que o mar é parte da Terra, uma parte substancial da Geografia".
A geografia só voltaria a retomar o seu interesse pelos oceanos na segunda metade do século XX, através de livros como "Morphologie Littorale et Sous-Marine" (1954), de Andre Guilcher (França), "Ozeanographie-Physische Geographie des Weltmeeres" (1959), de Günter Dietrich (Alemanha), e "Oceanography for Geographers" (1962), de Cuchlane King (Inglaterra). O aspecto geopolítico e estratégico da geografia marinha não escapou aos soviéticos, o que levou K. K. Markov a argumentar no 5º Congresso da Sociedade de Geografia da União das Repúblicas Soviéticas (1970), que havia chegado "o tempo de reconhecer a importância da Geografia dos Oceanos".
No Brasil, os estudos sobre geografia marinha remontariam aos anos 1940; no final da década de 1960, foi feita a primeira expedição de geologia marinha, na foz do rio Amazonas, realizada pela Diretoria de Hidrografia e Navegação (DHN), da Marinha do Brasil.

## Divisões
Em fins do século XX (1998), Alberto Vallega, presidente da Comissão de Geografia Marinha da União Geográfica Internacional (IGU), apresentou uma proposta para dividir o campo da geografia marinha em quatro grandes módulos:
- Geografia costeira: estudaria a área que se estende da zona costeira emersa até o limite da plataforma continental, o que pode ultrapassar as 200 milhas náuticas consideradas Zona Econômica Exclusiva;[2]
- Geografia do oceano profundo: seu campo de estudo seria a hidrosfera, solo e subsolo para além do limite da margem continental (portanto, incluindo alto-mar e ilhas);[2]
- Geografia regional: comportaria como subdivisões o estudo das regiões oceânicas (onde há atividade econômica organizada), e a regionalização dos oceanos (ou seja, incluindo mares fechados ou semifechados, oceano profundo, baías, arquipélagos, ilhas, golfos e estuários);[2]
- Sistema de informações geográficas: este módulo incluiria a cartografia marinha, os sistemas de informação geográfica, ferramentas de multimídia e ciências da computação aplicadas à pesquisa oceânica.[2]